# 火炬计划
火炬计划，是一项发展中华人民共和国高新技术产业的指导性计划，于1988年8月经中国政府批准，由中华人民共和国科学技术部（原国家科委）组织实施。火炬计划旨在以实施科教兴国战略，发挥中国科技力量的优势和潜力，以市场为导向，促进高新技术成果商品化、高新技术商品产业化和高新技术产业国际化。

## 历史
刚刚从文化大革命中走出来的中国大陆，在施行改革开放政策之后，面对1980年代以来世界范围内高新技术及其产业的迅猛发展和激烈竞争，进行了一系列的研究与规划。1988年8月6日，在北京召开了全国第一次火炬计划工作会议。在会上，中国国家科委主任宋健作了《创造有利于高新技术、高技术产业发展的适宜环境和条件》的报告，中国航天技术专家李绪鄂作了《发挥科技优势，推动高新技术、新技术产业发展》的报告。此外，会议还讨论了《火炬计划纲要》《关于高新技术、新技术企业认定条件和标准的暂时规定》和《关于简化高新技术、新技术企业部分人员出国手续的暂行办法》等文件。至此，火炬计划开始正式付诸实施。

## 对科技与经济发展的作用
作为一项政策指导性计划，火炬计划在促进科技成果转化，加速传统产业的改造方面起到了很好的作用，使政府部门营造了一个让科研人员和科研成果等知识要素进入到市场成为生产要素的环境，并建立了相应的机制。对高新技术企业的成长而言，技术的集成，上下游之间创新链和产业链之间的衔接十分重要，火炬计划为这类企业创造了一个创新资源不断汇聚的发展环境，使高新技术产业化成为中国科技工作的重要组成部分，同时也有效地带动了区域经济的发展和经济结构的调整。

### 帮助科技企业发展
支持企业自主创新是火炬计划的一大特点，计划从管理制度上帮助民营科技企业能够平等地参与政府科技计划项目的竞争，允许民营科技企业采用股份期权等形式，调动科技人才创新创业的积极性，特别是通过各类企业孵化器的培育，促进了科技企业的创业和发展，提高了成功率。民营科技企业在市场竞争中逐渐壮大，成为发展高新技术产业和建设创新型国家的一支重要力量。促进了民营科技企业的诞生和成长。

### 完善资本市场
在资本市场方面，火炬计划完善了多层次的资本市场，推进了投融资体系的建设，为科技企业融资难问题提供解决方案。比如，国务院批准设立的科技型中小企业技术创新基金帮助科技型中小企业迈过创新发展的初创期，缓解企业的融资难问题；国家高新区建立场内柜台交易试点，在一定范围内实现技术产权的转移，解决了中小型科技企业寻找资金难的问题，成为许多企业成长的助推剂。

### 促进国际合作
加强国际合作，推动高新技术产业走向国际化道路，是火炬计划的重要内容之一。在促进高新技术产业的国际化方面，火炬计划组织实施了国际兴贸科技计划，联合中国九个部委，以商务部、科技部牵头，来推动科技兴贸，改善高新技术产业的出口。火炬计划通过政府和民间各种渠道，与世界各国和地区广泛建立合作关系，在海外建立了一些创业园与孵化器，比如在美国、俄罗斯、新加坡创建海外科技工业园，建立APEC科技工业园区。同海外的科技、金融、企业、商业等各界开展多种形式的交流与合作，推动中国高新技术产品进入国际市场和高新技术企业走向世界。 

## 计划实施内容

### 建设高新技术产业开发区
建设和发展高新技术产业开发区是火炬计划的重要内容之一，是中国政府为发展中国高新技术产业、调整产业结构、推动传统产业改造、增强国际竞争力作出的重大战略部署，现有国家级高新技术产业开发区88个。
高新技术产业开发区是以智力密集和空间资源为依托，主要依靠中国自己的科技和经济实力，最大限度地把科技成果转化成现实生产力，面向国内外市场、发展中国高新技术产业的集中区域。已成为中国高新技术产业化成果丰硕、高新技术企业集中、民营科技企业活跃、创新创业氛围浓厚、金融资源关注并进入的区域。

### 建设科技企业孵化器
在火炬计划的指引下，中国的孵化器事业实现了快速发展。科技企业孵化器是以促进科技成果转化、培养高新技术企业和企业家为目标，为科技企业创业发展提供必需的各种服务，推动科技企业快速成长的科技服务机构，帮助科技型中小企业从无到有，从小到大，实现了快速发展。
科技企业孵化器已成为高新技术成果商品化的基地；培育科技企业家的学校；科技创新孵化体系的核心；高新技术产业支撑服务体系的重要组成部分，为科技资源迅速高效地转变为社会生产力，培育具有自主知识产权的科技型中小企业和企业家，发展高新技术产业，优化产业结构，创造新的就业机会等方面做出了积极贡献。

### 建立国家火炬计划软件产业基地
中国政府认为，软件产业作为信息产业的核心，是极为重要的战略性产业，其发展水平直接关系一个国家的经济发展、社会进步和国家安全。在这一背景下，中华人民共和国科学技术部从1995年起开始依靠地方政府，依托国家高新技术开发区组建设国家火炬计划软件产业基地，集中地区软件产业优势，创造适合软件企业发展的优化政策环境、工作环境和生活环境，推进软件技术创新、产品开发、企业孵化、人才培训和出口创汇。

### 实施火炬计划项目
火炬计划项目是火炬计划的重要组成部分，以国内外市场需求为导向，以国家、地方和行业的科技攻关计划、高新技术研究开发计划成果及其他科研成果为依托，以发展高新技术产品、形成产业为目标，择优评选并组织开发的具有先进水平和广阔的国内外市场及较好经济效益的高科技项目。
火炬计划项目承担项目实施的主体为高新技术企业，从高新技术含量、技术成熟度、市场前景和现有产业基础等方面符合要求的企业即可申报承担项目，经同行业专家的评审，科技部的工作程序进行立项。通过火炬计划项目的实施，协助了高新技术企业的发展，火炬计划项目的实施分两级，一个是国家级项目，一个是地方级项目。火炬计划项目的重点发展领域包括，新材料、生物技术、电子与信息、光机电一体化、新能源、高效节能与环保。

## 未来发展
2008年，中国科技部部长万钢在火炬计划实施20周年之际表示，火炬计划未来将实现「四个转变」，分别是「从以技术和项目为中心向以企业为技术创新主体的中心转变」、「从偏重于支持单一环节的技术创新向支持综合性系统集成技术创新转变，重点支持发展技术创新企业和创新集群」、「从以目标的资格认定向制定行为导向和规范为主转变，逐步形成我国高新技术产业化的功能性政策框架」、「从依靠行政力量推动为主向依靠市场手段和制度安排为主转变」，要使火炬计划发展成为中国建设创新型国家战略布局中的一个重要政策工具。